# Waterford Speedbowl
Waterford Speedbowl est un circuit de course automobile ovale de 1/3 mille (603 m) situé à Waterford, Connecticut aux États-Unis, à environ 75 km au sud-est de Hartford.

## VainqueursACT Tour
- 5 juillet 2003 Brent Dragon
- 19 juin 2004 Roger Brown
- 7 juin 2008 Scott Payea
- 8 août 2009 Brian Hoar
- 21 août 2010 Joey Polewarczyk, Jr.
- 10 octobre 2010 Joey Polewarczyk, Jr.